# Dinera cylindrica
Dinera cylindrica är en tvåvingeart som beskrevs av Robineau-desvoidy 1830. Dinera cylindrica ingår i släktet Dinera och familjen parasitflugor.
Artens utbredningsområde är Frankrike. Inga underarter finns listade i Catalogue of Life.